# Grotte di Toirano
Le grotte di Toirano si trovano a pochi chilometri dall'omonimo paese, nell'entroterra di Borghetto Santo Spirito in provincia di Savona. Il complesso carsico è formato da molte cavità di cui due, la grotta della Bàsura (o grotta della Strega) e la grotta di Santa Lucia Inferiore, sono aperte e attrezzate per il pubblico.
Le grotte di Toirano sono molto conosciute per la loro bellezza, per la ricchezza di stalattiti e stalagmiti, ma soprattutto per le importanti valenze archeologiche della grotta della Bàsura. Questa grotta infatti conserva numerosissimi resti di Ursus spelaeus, l'orso delle caverne, che la utilizzò come rifugio per il letargo (tra circa 50 000 e 24 000 anni BP) e molteplici testimonianze dell'ingresso di uomini preistorici durante il Paleolitico superiore (ca. 12 000 anni BP).

## Il complesso turistico delle grotte di Toirano

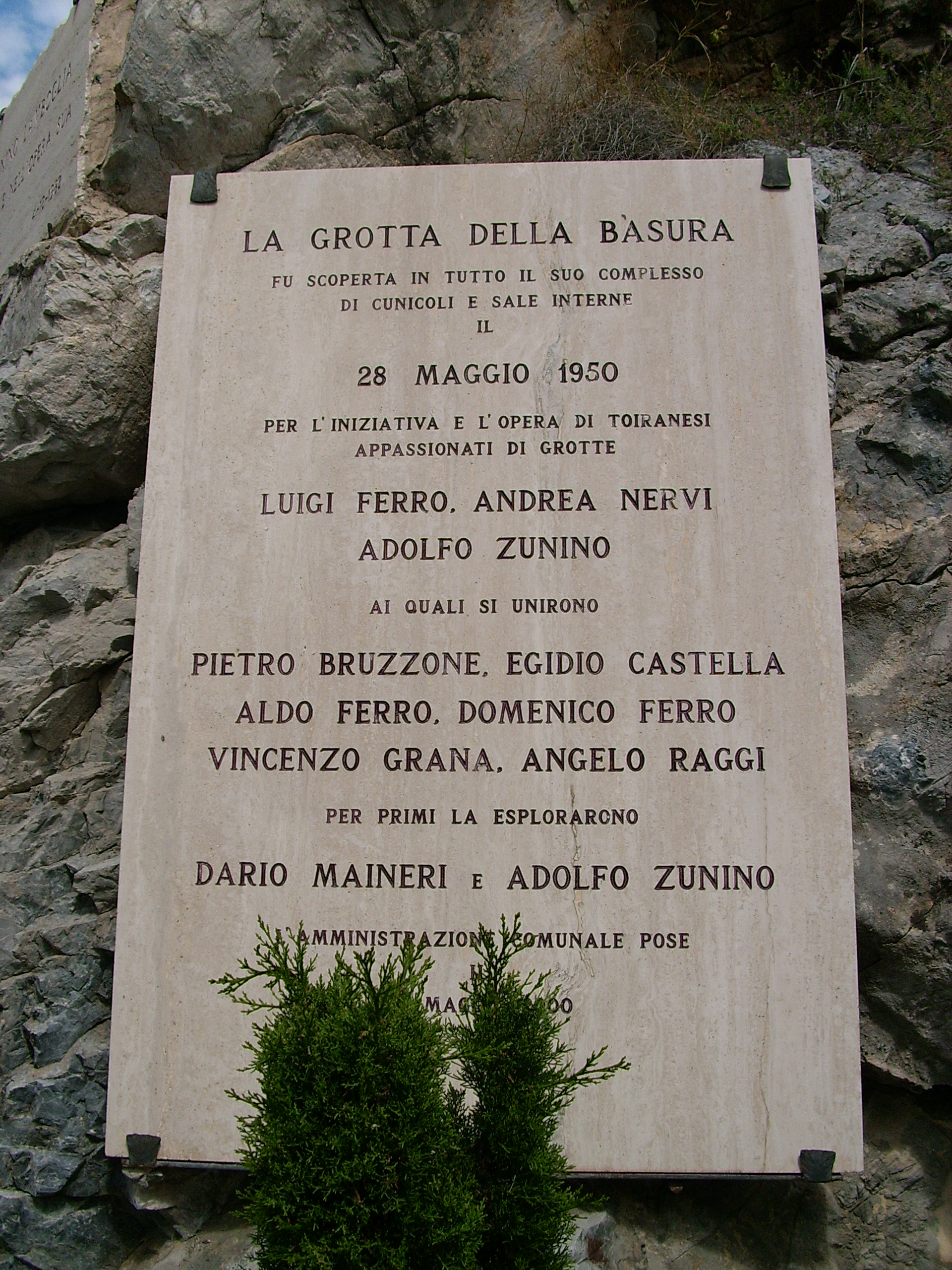
Targa che ricorda la scoperta della grotta della Bàsura

Il complesso turistico delle grotte di Toirano è aperto al pubblico dal 1953, pochi anni dopo la scoperta della grotta della Bàsura avvenuta nel maggio del 1950 ad opera di un gruppo di toiranesi (tra cui Luigi Ferro, Dario Maineri, Andrea Nervi e Adolfo Zunino). Per una decina d'anni il percorso turistico si limitò alla sola grotta della Bàsura finché nel 1960 venne scoperta la grotta di Santa Lucia Inferiore. Il collegamento delle due attraverso un tunnel artificiale permise l'ampliamento del percorso turistico e l'organizzazione di un percorso a senso unico di circa 1300 metri attraverso le due cavità, con ingresso dalla Bàsura sul versante Nord e uscita dalla Santa Lucia Inferiore sul versante Sud Ovest.
Lungo il percorso si attraversano sale con bellissime stalattiti e stalagmiti ma anche splendide colate. Nella prima grotta, nel Corridoio delle Impronte si possono ammirare le orme lasciate sul pavimento argilloso dai primi visitatori che 12 000 anni fa esplorarono la grotta, per poi scendere verso la Sala del Laghetto con un piccolo ma suggestivo lago abitato da piccoli crostacei troglobi del genere Niphargus; inoltrandosi sempre più in profondità si incontra il Cimitero degli Orsi con migliaia di ossa di Ursus spelaeus, animali morti durante il letargo invernale le cui ossa sono state accumulate in un canale naturale da antiche alluvioni. Segue la Sala dei Misteri in cui si trova la maggiore concentrazione di tracce umane, con impronte sul pavimento argilloso, segni carboniosi sulle pareti e palline di argilla attaccate alle pareti.

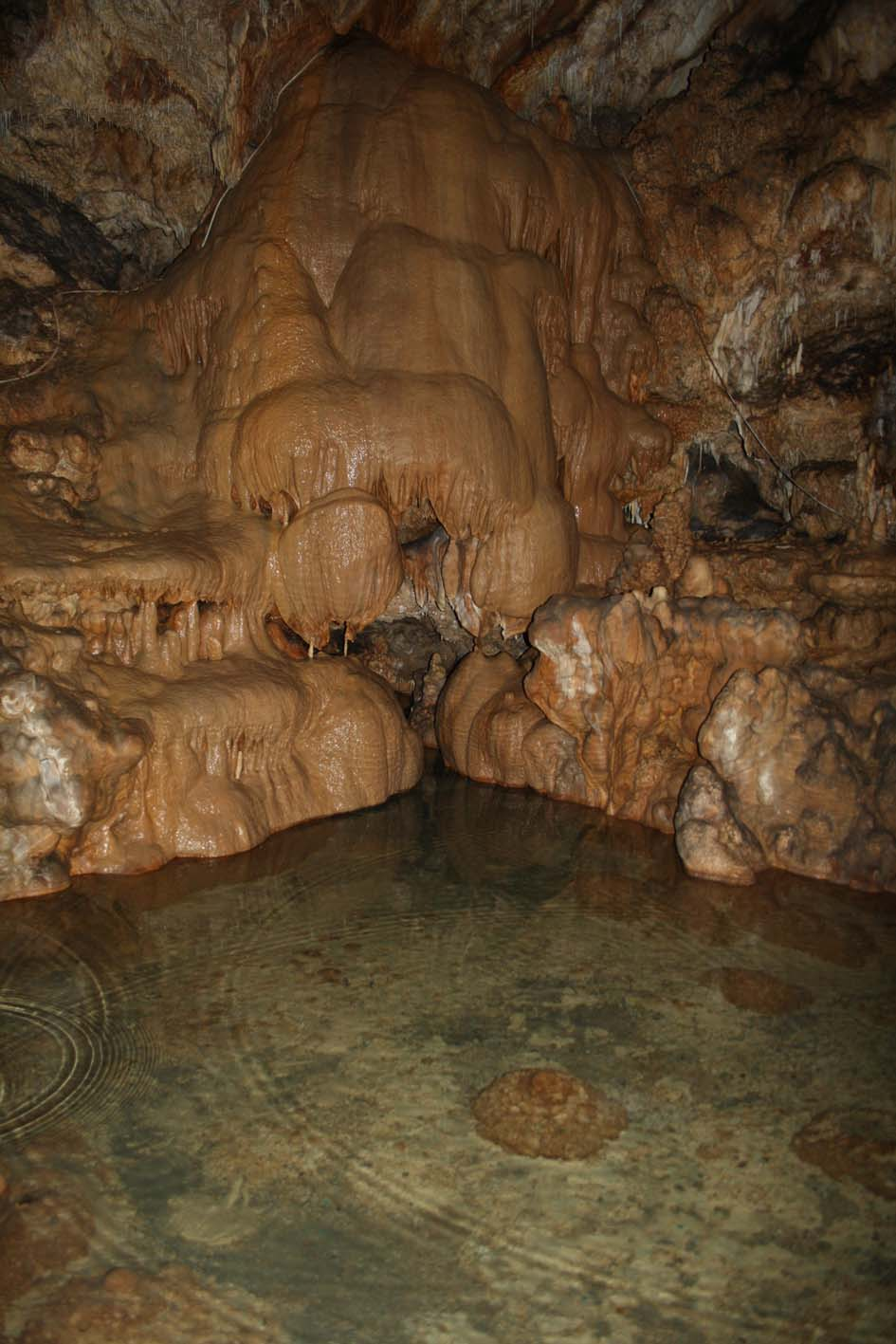
La Sala del Laghetto nella grotta della Bàsura (Toirano, SV)

Solo nel 1960 venne scoperta la prosecuzione della grotta con la sala terminale, l'antro di Cibele, che, con le sue splendide concrezioni mammellonari, costituisce una particolarità eccezionale nel panorama delle grotte turistiche europee.

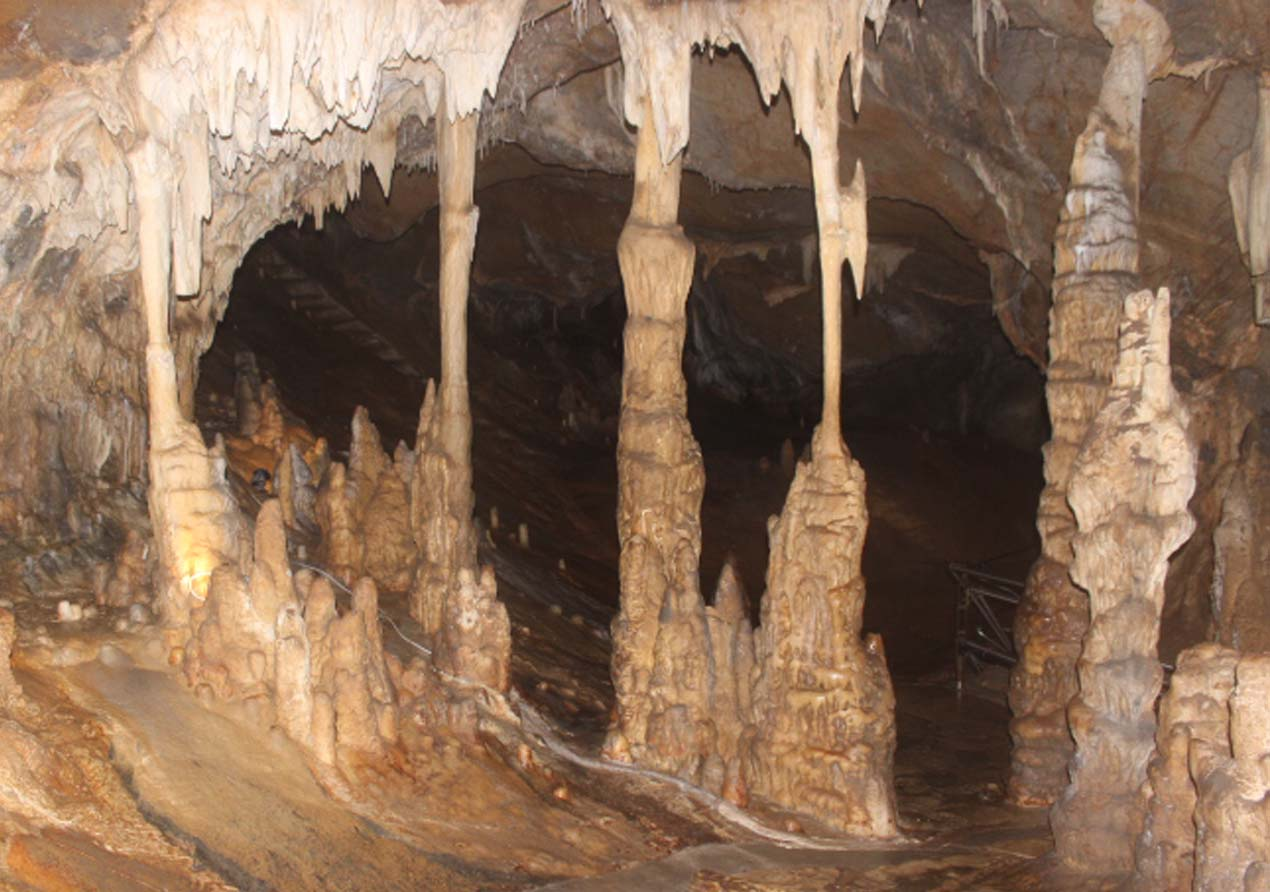
La Sala del Fascio nella grotta della Bàsura (grotte di Toirano, SV)

Dal 1967 un tunnel artificiale connette la grotta della Bàsura con la grotta di Santa Lucia Inferiore, che si percorre dal fondo verso l'esterno. Nella grotta di Santa Lucia non si sono trovati resti fossili o tracce umane dato che l'accesso era chiuso durante il Pleistocene. Il percorso in questo caso si dipana attraverso corridoi con le pareti ricoperte di coralloidi bianchissimi su cui brillano delicati cristalli di aragonite, fino a raggiungere la Sala del Pantheon in cui è conservata la concrezione più grande di tutto il percorso, una colonna che raggiunge gli otto metri di altezza.
La parte terminale della Santa Lucia, il Tanone, servì da rifugio per le famiglie di Toirano durante i bombardamenti della Seconda Guerra Mondiale ed è oggi sede dei laboratori didattici di archeologia sperimentale dell'associazione VaratellaLab e di concerti durante l'estate. Inoltre, questa zona dal giugno 2013 con il benestare della Soprintendenza Archeologica della Liguria e del Comune di Toirano viene utilizzata come cantina di invecchiamento per vini spumanti.
A completamento dell'offerta turistica, dal 2014 è possibile visitare nei locali adiacenti alla biglietteria delle grotte, il piccolo Museo Preistorico della Val Varatella,in cui sono conservati reperti archeologici provenienti dalle grotte della zona di Toirano e una bellissima e suggestiva ricostruzione dello scheletro dell'orso delle caverne.

## La grotta della Bàsura

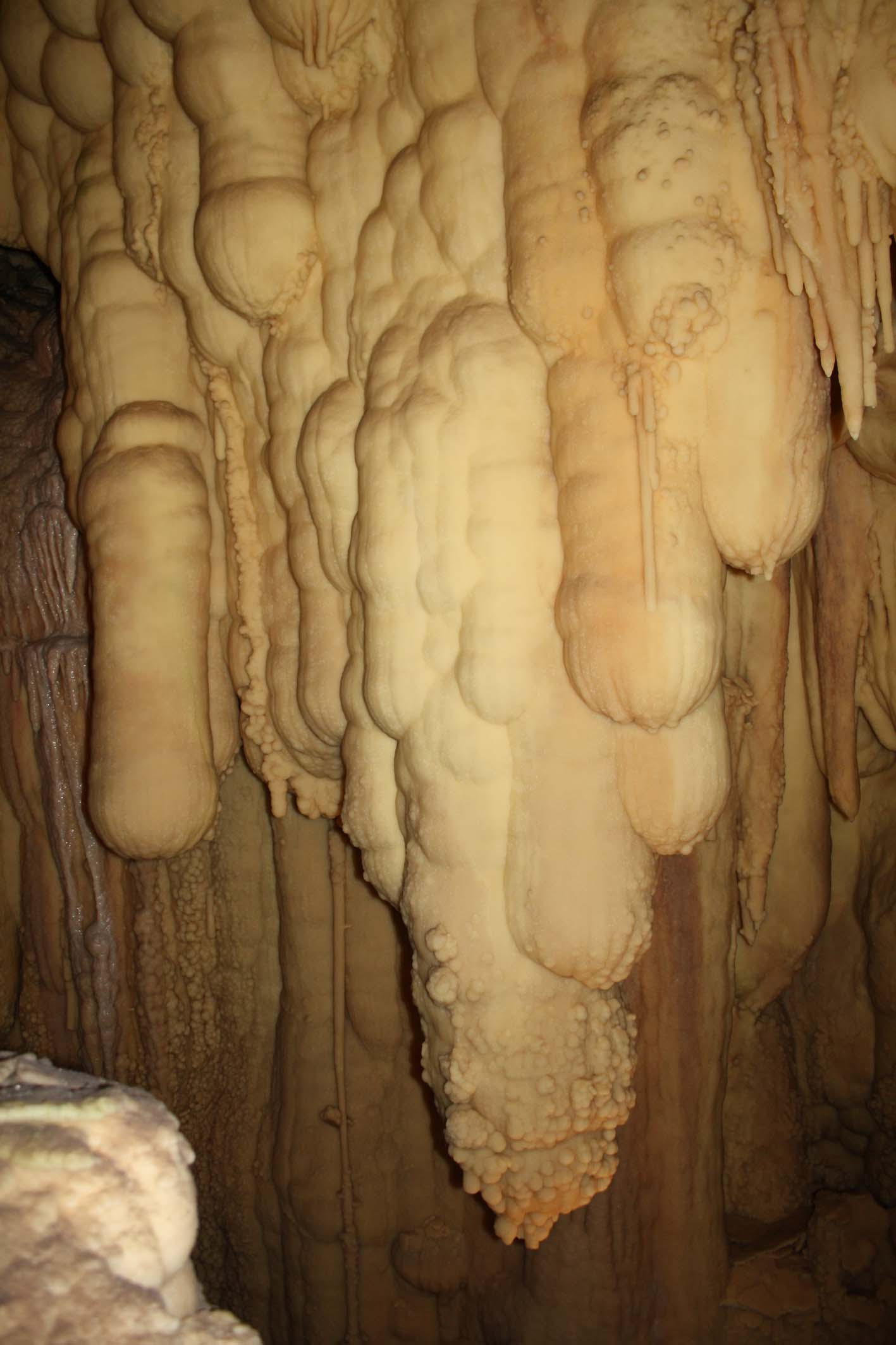
Le concrezioni mammellonari dell'antro di Cibele (grotte di Toirano, SV)

La grotta della Bàsura è molto nota a livello internazionale per le importanti testimonianze umane e animali in essa contenute; all'interno della grotta si trovano infatti un importante deposito di ossa di Ursus spelaeus e innumerevoli tracce dell'ingresso dell'Homo sapiens avvenuto circa 12 000 anni fa (Epigravettiano).

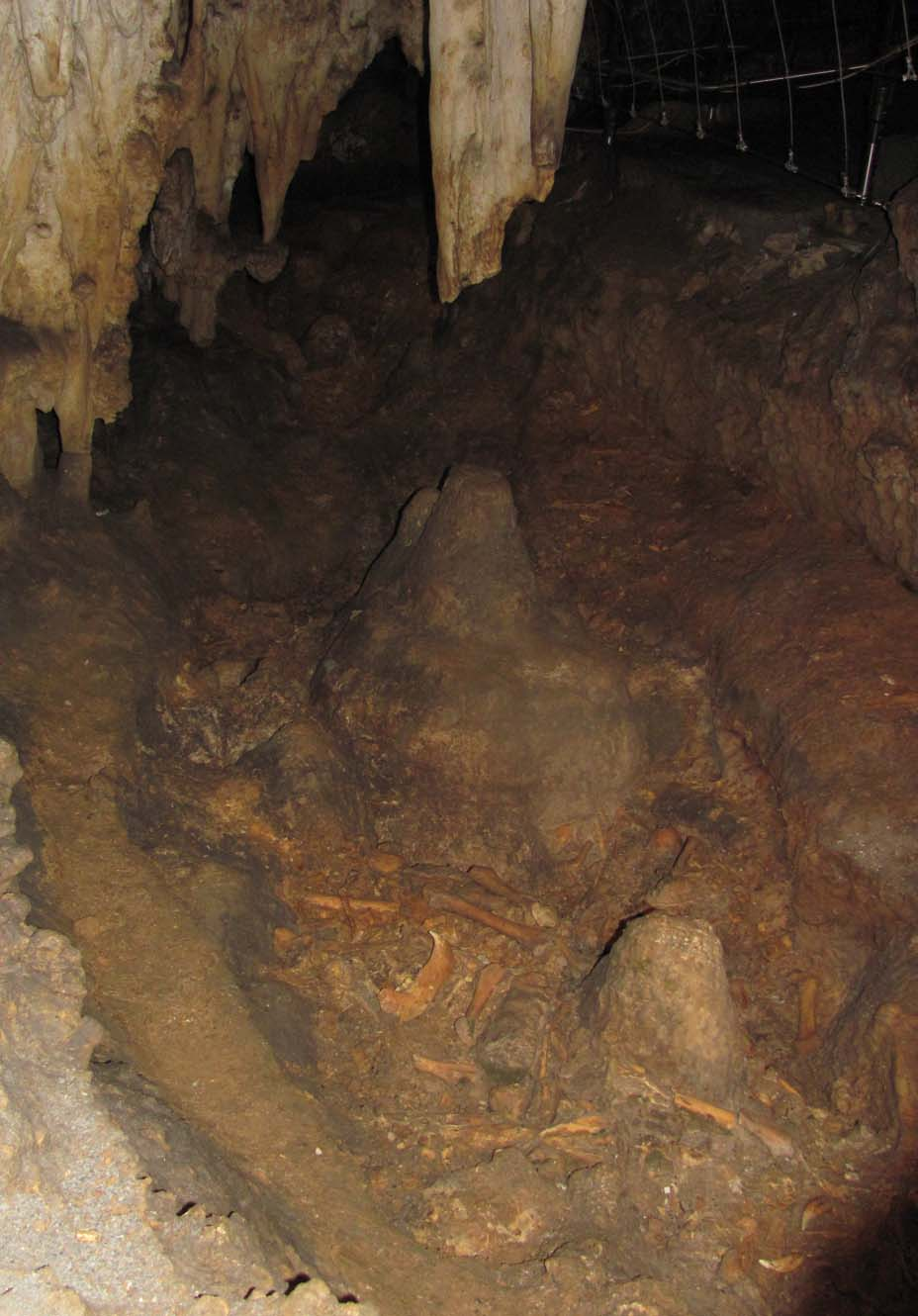
Il Cimitero degli orsi nella grotta della Bàsura (grotte di Toirano, SV), databile tra i 50.000 e i 24.000 anni fa

Sebbene la sala atriale fosse nota fin dalla fine dell'800 e scavata nel 1889 da don Niccolò Morelli, le sale oggi percorribili furono scoperte solo nel 1950 quando alcuni giovani di Toirano sfondarono il diaframma stalagmitico che ostruiva l'accesso alle sale interne. La scoperta richiamò l'attenzione del Ministero dei Beni Culturali che incaricò un'archeologa, Ginetta Chiappella, di fare un sopralluogo all'interno della grotta. La Chiappella già durante la prima visita notò moltissime ossa di orso delle caverne ma anche segni neri sulle pareti e mucchietti di carbone al suolo di chiara origine umana.
La presenza di possibili reperti umani la incuriosì a tal punto da spingerla a tornare qualche giorno dopo per cercare segni più evidenti della presenza umana in grotta. Seguì le tracce nere sulle pareti lasciate dalle torce fino a che al suolo scoprì numerose impronte di piedi umani. Inoltre nella sala terminale della grotta, adiacente al deposito a orsi delle caverne (il Cimitero degli Orsi), poi ribattezzata la Sala dei Misteri, scoprì che si concentravano i maggiori segni della presenza umana: impronte al suolo, segni di carbone sulle pareti, numerosi tracciati digitali sull'argilla e palline di argilla adese alla parete di fondo.

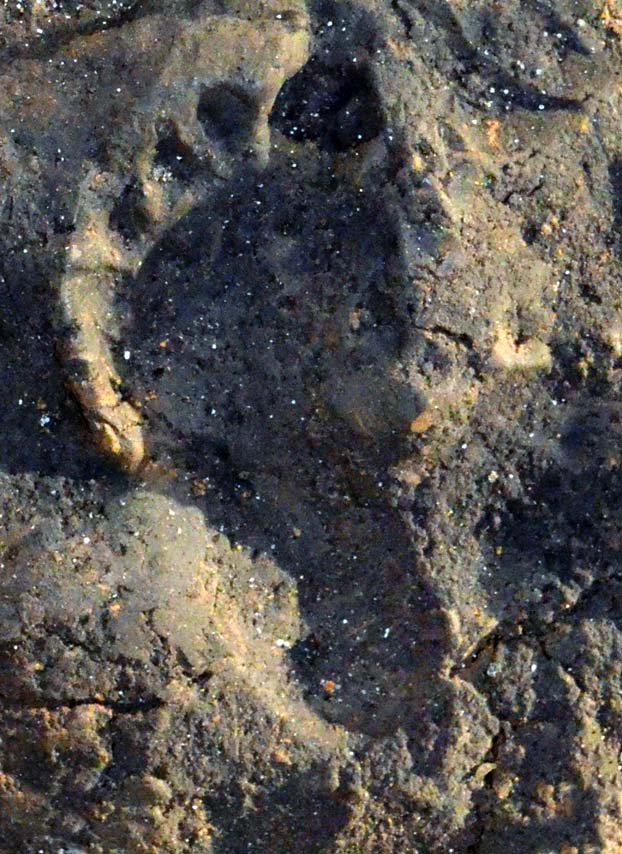
Orma di Homo sapiens all'interno della grotta della Bàsura (grotte di Toirano, SV) databile a circa 12000 anni fa

A partire dalla scoperta e fino al 1960 la grotta fu oggetto di numerosi studi scientifici: Chiappella si occupò dello scavo del Cimitero degli Orsi, lo studio delle palline di argilla venne affidato a Carlo Alberto Blanc e quello delle impronte umane a Leon Pales del Musèe de l'Homme de Paris.
La compresenza di reperti riferibili all'uomo preistorico e di ossa di orso delle caverne, unito alla presenza di livelli musteriani scoperti nella vicina grotta del Colombo, indussero i primi studiosi ad attribuire le orme umane e i segni di carbone all'Uomo di Neanderthal, inserendo a pieno la grotta della Bàsura nel Musteriano Alpino europeo.
Questa teoria fu rivista nel 1972 quando fu possibile datare i carboni prelevati dal suolo della grotta che restituirono un'età di circa 14.000 anni incompatibile con la presenza dell'uomo di Neanderthal. Fu dunque necessario rivedere i precedenti studi e le impronte umane, così come le altre manifestazioni umane, vennero definitivamente attribuite all'Homo sapiens del Paleolitico superiore. A partire dagli anni 80 la ricerca scientifica all'interno della Bàsura andò diminuendo fino a cessare del tutto all'inizio del 2000.
A partire dal 2014 sono riprese le ricerche all'interno della grotta con una revisione completa delle emergenze umane e animali grazie a un team di ricercatori delle grotte di Toirano, delle Università di Genova e di Pisa e anche del Museo Archeologico del Finale. Le ricerche sono supervisionate dalla Soprintendenza Archeologia, Belle arti e Paesaggio della città metropolitana di Genova e delle province di Imperia, La Spezia e Savona.
I risultati che stanno emergendo dalle nuove ricerche multidisciplinari comprendono nuove datazioni al radiocarbonio su ossa di orso e carboni, nonché i primi risultati delle analisi geologiche e archeobotaniche dei depositi a fauna pleistocenica e i dati della prima campagna di rilievo e di studio delle orme umane. Tutte queste risultanze concorrono a mettere a fuoco l'evoluzione paleoambientale del sito e le differenti fasi della sua frequentazione, delineando i contorni di una storia articolata che copre un intervallo cronologico molto esteso e che caratterizza la Grotta della Bàsura come uno dei siti di massimo interesse nell'ambito del Paleolitico italiano quale archivio per la ricostruzione dei cambiamenti climatici ed ambientali tra Pleistocene superiore e Olocene.

## I dintorni delle grotte di Toirano

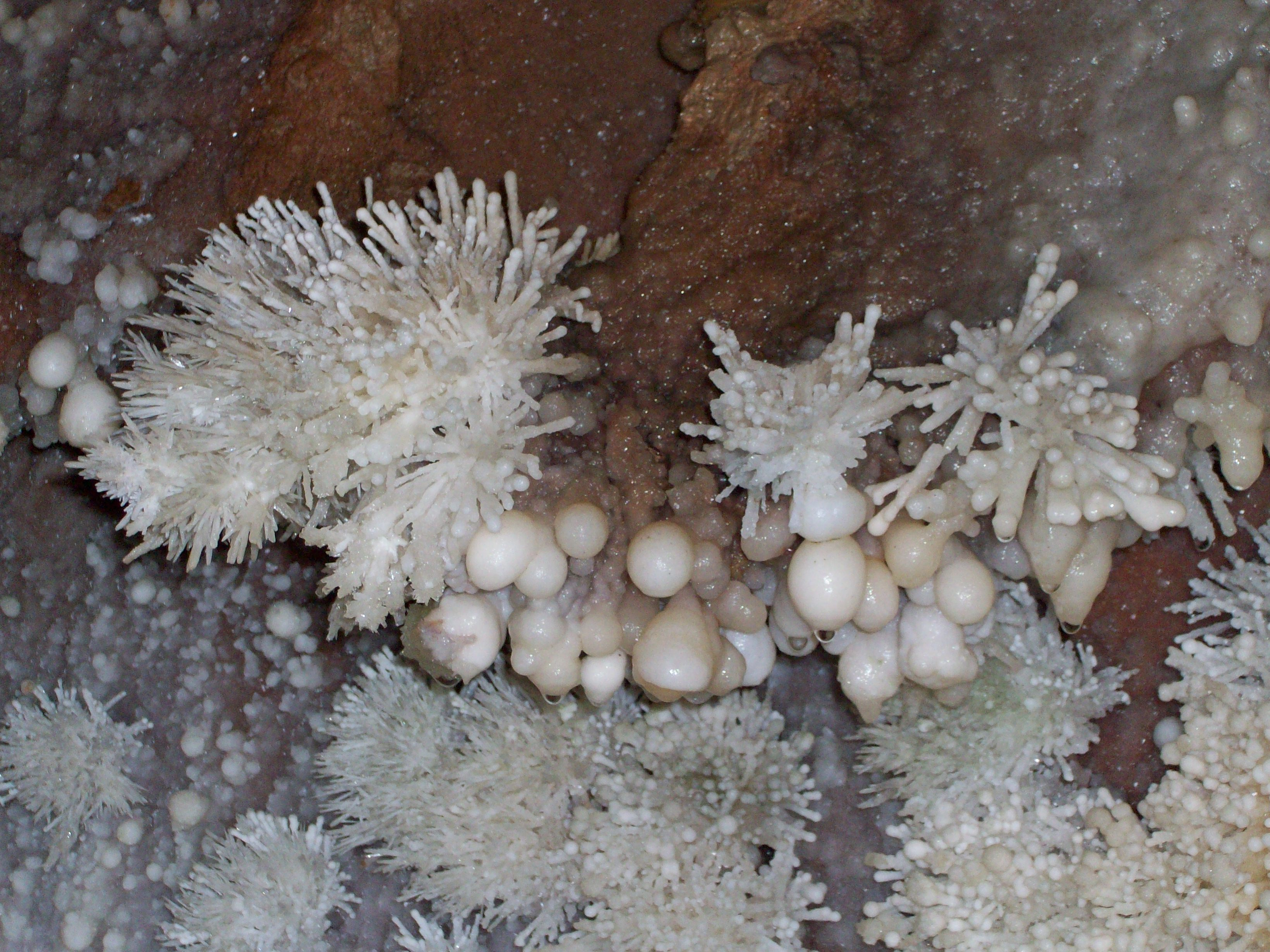
Coralloidi e cristalli di aragonite nella grotta di Santa Lucia Inferiore (grotte di Toirano, SV)

Sul versante destro della valle infatti affiorano bancate di calcari dolomitici e dolomie del Triassico riferibili alla Formazione delle Dolomie di S. Pietro dei Monti che nel corso del Miocene sono state interessate da fenomeni di carsismo anche molto intensi.
Tra le grotte più importanti della Val Varatella, escludendo le due grotte turistiche, possiamo ricordare la grotta del Colombo (chiusa al pubblico per motivi scientifici) e la grotta santuario di Santa Lucia Superiore. Entrambe queste cavità sono state oggetto di ripetuti scavi archeologici restituendo industrie litiche e ossa dal Paleolitico inferiore fino al Neolitico. Sono infatti importantissime le industrie del Paleolitico medio e i due reperti ossei rinvenuti nella grotta di S. Lucia Superiore attribuibili all'Homo neanderthalensis. Per quanto riguarda le associazioni faunistiche, presenti solo nei livelli del Pleistocene superiore, sono dominate in entrambe le grotte dall'orso delle caverne con più sporadici resti di stambecco, capriolo, lupo, volpe e leopardo.
All'imboccatura della grotta di Santa Lucia Superiore venne eretto tra il XV e il XVI secolo un santuario dedicato proprio a Santa Lucia, visitabile durante i mesi estivi come parte integrante del percorso turistico.

## Tutela naturalistica
Le grotte fanno parte della Zona speciale di conservazione denominata Monte Ravinet - Rocca Barbena.